# Carnaval de Mecerreyes
El Carnaval de Mecerreyes es una fiesta tradicional que se celebra el domingo gordo o domingo de Carnaval en la localidad burgalesa de Mecerreyes de España.

## Historia
Las mascaradas de invierno de Mecerreyes son las únicas mascaradas que se han conservado en la provincia de Burgos. Gracias a la Asociación Cultural Mecerreyes se consiguió recuperar, desde los años 80 del pasado siglo XX,una tradición secular que es posible que también se llevaba a cabo en otras localidades de los alrededores.
El carnaval de Mecerreyes forma parte de su patrimonio cultural desde tiempos muy antiguos, una fiesta pagana que ha pasado generación tras generación tan solo interrumpida de 1936 a 1979 por la guerra civil y la dictadura franquista, y por motivos sanitarios debido a la pandemia Covid-19 en la edición 2021.En Mecerreyes se conocen como Carnavaladas y Zarramacadas. Salvador Alonso y Jesús González fueron los principales estudiosos de esta tradición para recuperarla en los años 80.Antiguamente se encargaban de organizar la fiesta los mozos que entraban en quintas ese año.
El objetivo de los ritos de las mascaradas de invierno era purificar a las comunidades aldeanas al terminar el año. Tenían como fin traer la fertilidad a los campos y a las propias comunidades campesinas. Para ello empleaban trajes y máscaras de seres demoniacos y zoomorfos, acompañados de los cencerros y otros instrumentos que ayudan a la escenificación por las calles mientras se pedía el aguinaldo.

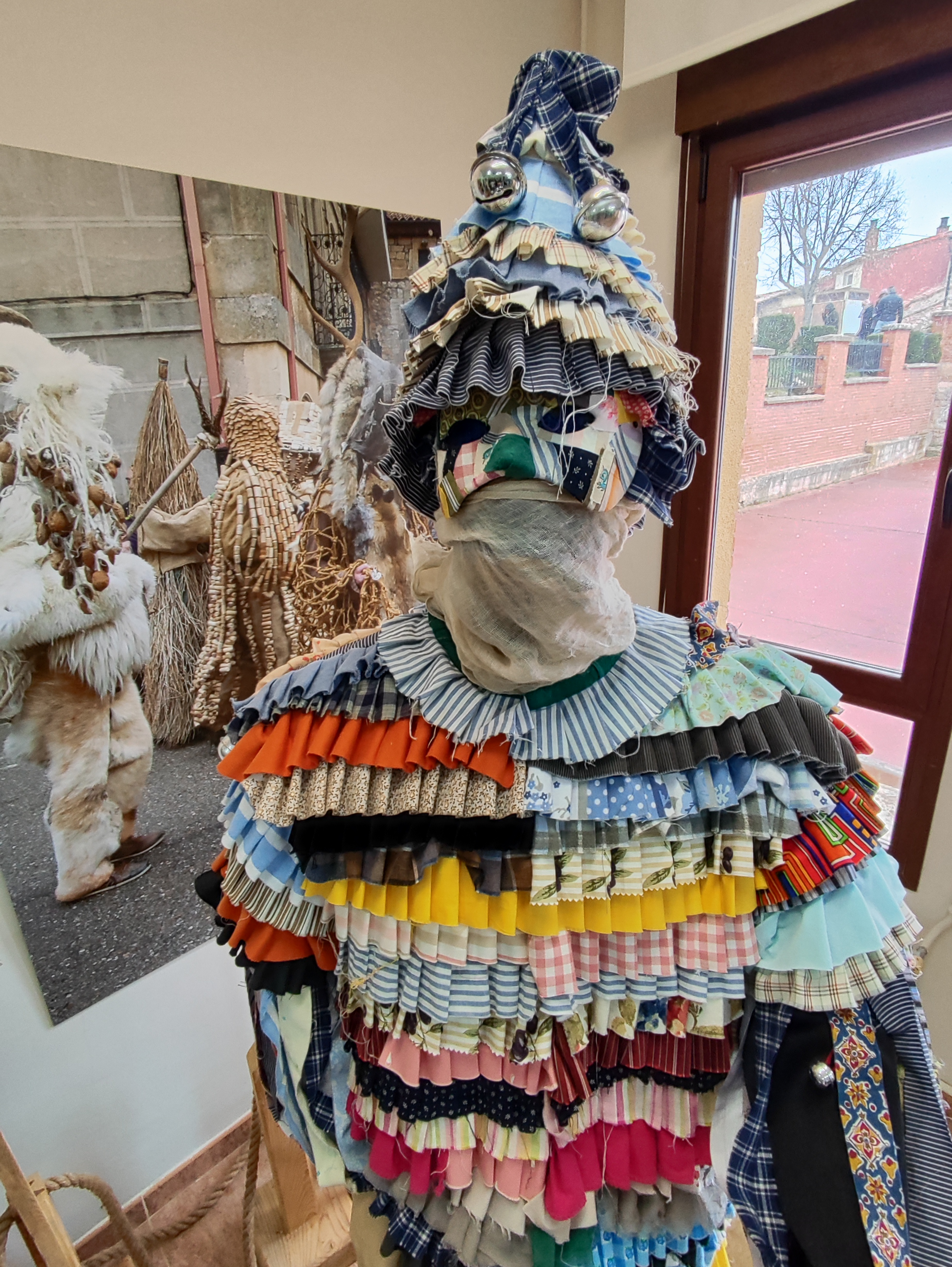
Máscara y disfraz

## Descripción
Las máscaras se elaboraban con cualquier cosa, especialmente desechos. Muchas de las máscaras eran fustigadoras y llevaban en las manos algo con lo que sacudir al que se pusiera por medio: un rabo de animal, una vara, una escoba de tambarillas o un palo al que se le ataban correas, cuerdas, trapos, vejigas de animales, cardos, etc. Estas mascaradas están reaccionadas con las Lupercales romanas, que eran fiestas pastoriles que querían proteger contra los lobos y otros animales dañinos. También al azotar a las mujeres jóvenes incrementaban su fecundidad.
Una costumbre muy extendida entre todas las mascaradas peninsulares era arrojar algún producto molesto para incrementar el enredo y desorden carnavalesco. En Mecerreyes se utilizaba la ceniza con la que se blanqueaba la ropa, sin olvidar el agua, el vino y los ‘pelusos’ de algunas plantas.
También era frecuente que muchos enmascarados utilizaran zancos —elaborados con las ramas de la abundante leña invernal— para aumentar su presencia e infundir más respeto entre los vecinos.

## Desarrollo
A las 9:00 de la mañana, por todas las casas del pueblo, alguaciles, mozos, zarramacos, dulzaineros, ataviados con trajes típicos, piden los aguinaldos, con los que sufragarán la merienda de mozos y mozas.Al terminar, se dirigen al Museo del Carnaval y del Gallo para prepararse para la celebración.
A las 13:00 empiezan a aparecer numerosos personajes. Cuerdas, huesos, pieles, retales de tela, hojas de roble y gallarones, son algunos de los materiales orgánicos usados para confeccionar estos disfraces inspirados en testimonios recogidos a las personas mayores de la localidad.
A las 17:00 tras preparar el gallo vivo y el gallo de trapo (este se usa en la corrida para que el de verdad no sufra ningún daño) colocados en la rueca y adornados con un mantón, el Zarramaco, acompañado de alguaciles y mozo mayor y al ritmo de las dulzainas, se dirige hasta la casa del Rey, para hacerle entrega del gallo; desde allí se dirige toda la comitiva hasta el Ayuntamiento, donde los alguaciles se encargan de organizar bien las calles, los danzantes se incorporan y el coro comienza a cantar 10 o 12 coplas. Cuando las coplas cesan, suena la música de dulzaina y, mientras suena la música, se puede entrar a por el gallo, mientras que el zarramaco intentará de todas las maneras que no lo consigan.Si quien entra, consigue hacer un recorrido y devolver el gallo al Rey, recibirá los aplausos del público, si por el contrario recibe un garrotazo o tarrañuelazo, deberá devolver el gallo al zarramaco.La última de las cuatro paradas es para las criaturas del pueblo. Todo se hace igual, pero los personajes son protagonizados también por niñas y niños.
Tras la última parada, llega el Entierro del Gallo, que se hace en una de las eras del pueblo. El gallo de trapo se entierra y mientras los danzantes bailan, un zarramaco venda los ojos al Rey y le dan vueltas para que con un asador trate de pinchar al gallo mediante las indicaciones de los presentes.
Al regresar al pueblo se celebra la subasta del gallo vivo. Quien más puja se lo lleva y, o bien se lo queda, o lo devuelve a la familia que lo cedió para la fiesta. Antiguamente se subastaba la cresta porque la tradición decía que el mozo que se la llevara se la entregaba a su novia como símbolo de amor y pedirle compromiso.
Una vez finaliza la subasta, el pueblo participa en el tradicional Baile de la Rueda y después se reparten dulces típicos de Carnaval: guirlaches, orejuelas y naranjas con azúcar.

## Personajes

### Mascaradas
Como eran gentes dedicadas a la ganadería, la agricultura y el carboneo elegían disfraces de animales y vegetales. Entre los primeros destacaban la vaca, relacionada con los ritos de la fertilidad; el oso, una de las máscaras más extendidas por toda Europa; el buitre, muy abundante en la zona y fácil de capturar para proveerse de sus vistosas plumas y el carnero, también sencillo de elaborar con las pieles del ganado lanar. Las mascaradas vegetales empleaban las verduras propias de la época invernal o los productos del bosque: zanahorias, nabos, hojas de berza, paja de centeno, cebollas, gallarones, hojas de roble, musgo, etc.
Ver más sobre personajes, aquí.

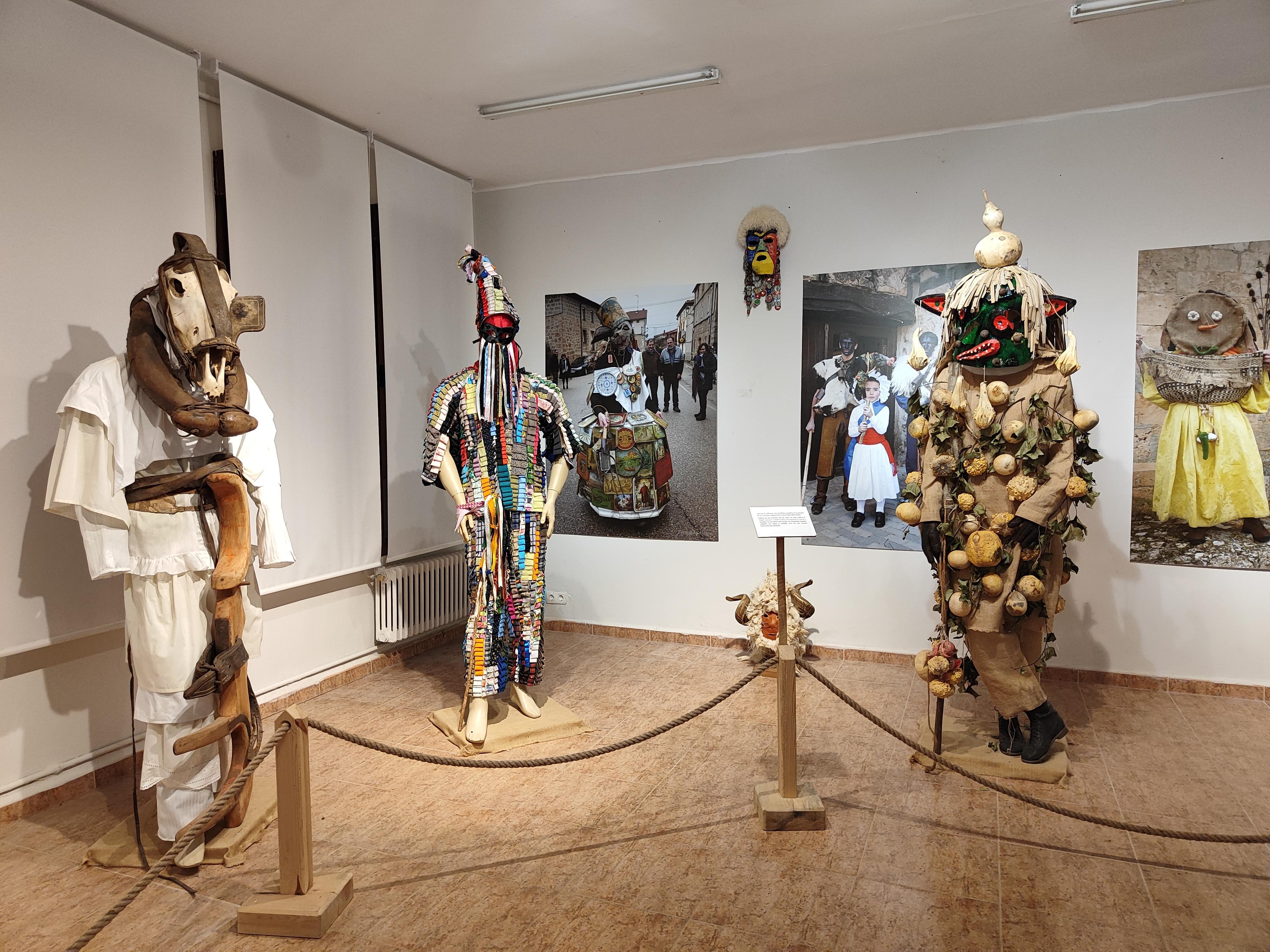
Personajes del Carnaval

- Trapero: Máscara elaborada con jirones de tela de vivos colores y un palo de madera a modo de zurriago. Por la facilidad para disponer de sus materiales es una de las mascaradas más extendidas.
- Verdulero: Tela de saco, túnica, delantal, zanahorias, ajos, pimiento, hojas de repollo y rama de cardo entre otros elementos utilizados.
- Cuellilargo: Realizada con tela de saco, cartón pintado y sombrero de paja es una máscara burlesca que utiliza la desproporción anatómica como elemento identificador y burlesco.
- Esqueleto: Elaborada con cráneos, cornamentas, huesos de animales —todos ellos encontrados en los muladares en los que se alimentan los buitres de la zona— y chaquetón de cuero es una de las máscaras que más impresiona de todo el conjunto.
- Gallarones: Con los gallarones de los quejigos, las hojas de los robles, tela de saco y maroma se elabora esta máscara que refleja la importancia del bosque en la cultura de la zona.
- Cuerdas y nudos: Cuerdas, tela de saco, huesos y cuernos de vacuno dan forma a una de las máscaras más conseguidas de Mecerreyes.
- Buitre: Con plumas de distintas aves, alas de buitre y madera se ha elaborado esta máscara. Es una de las más llamativas que desfilan durante las celebraciones del Carnaval de Mecerreyes. Recuerda a los abundantes buitres leonados que sobrevuelan los cielos de la comarca burgalesa del Arlanza.
- Carnero: Pieles de cordero, cuero y cuernos de carnero.

### Corrida del Gallo

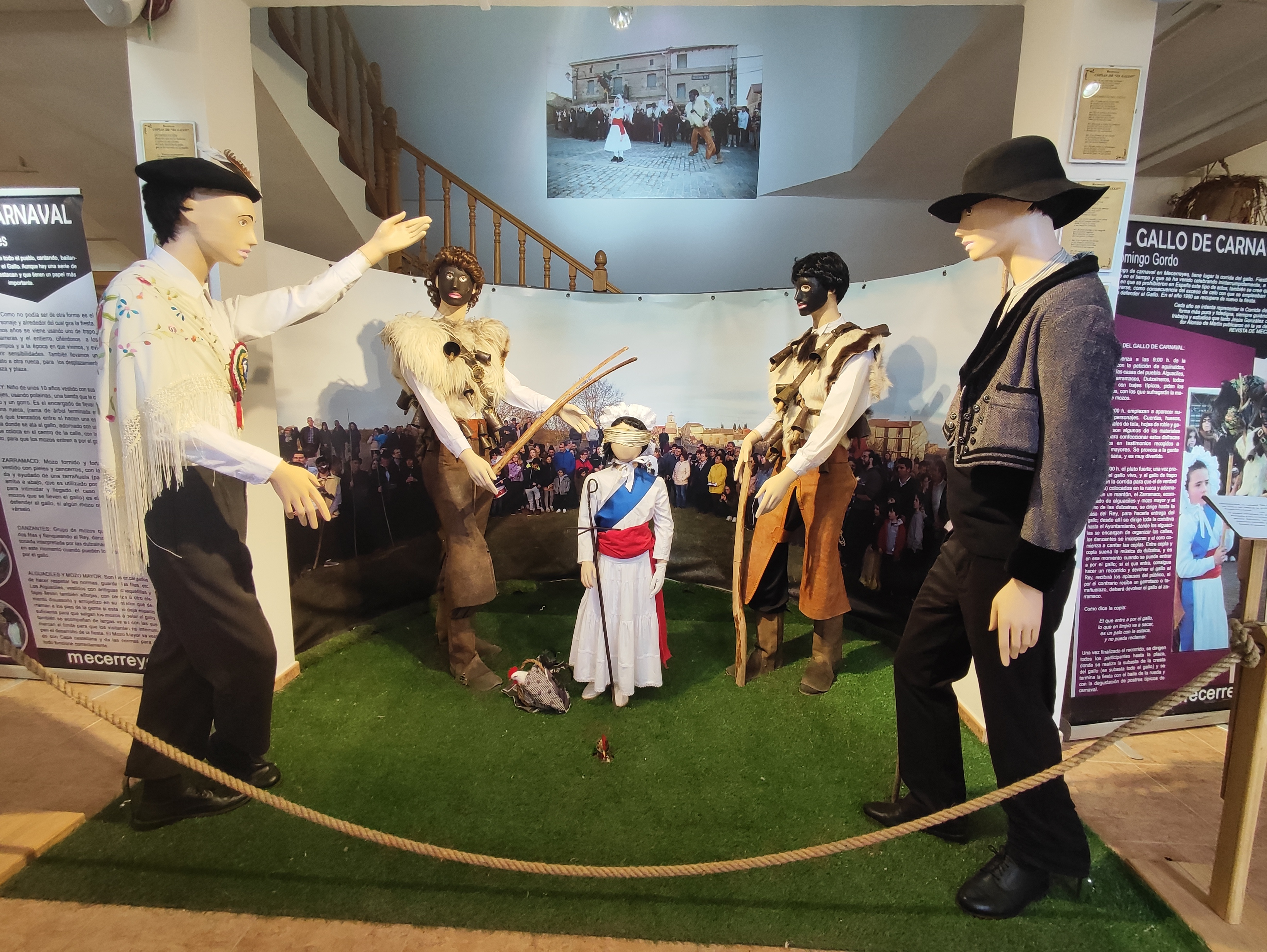
Personajes de la Corrida del Gallo

En la fiesta participa todo el pueblo, cantando, bailando y saliendo a por el Gallo. Hay una serie de personajes que destacan y que tienen un papel más importante.
- El Gallo: es el principal personaje y alrededor del cual gira la fiesta. En los últimos años se viene usando uno de trapo, para las carreras y el entierro. También se lleva uno vivo, sujeto a otra rueca, para los desplazamientos entre plaza y plaza.[4]
- El Rey: niño de unos 10 años vestido con sus mejores trajes, usando polainas, una banda que le cruza el pecho y un gorro. Es el encargado de llevar al gallo en una rueca, (rama de árbol terminada en varios tallos que trenzados entre sí hacen una especie de jaula donde se ata al gallo, adornado con un mantón) y se coloca en el centro de la calle, con la rueca en alto, para que los mozos entren a por el gallo.[4]
- Zarramacos: mozos con pieles y cencerros, con la cara pintada y ayudado de una tarrañuela (palo rajado de arriba abajo, que es utilizado por el zarramaco para intimidar y llegado el caso golpear a los mozos que se lleven el gallo) es el encargado de defender al gallo, si algún mozo osa entrar a llevárselo.[4]
- Danzantes: grupo de mozos y mozas que se colocan en dos filas y flanqueando al Rey, danzan al son de una tonada interpretada por las dulzainas y el tamboril; es en este momento cuando pueden los mozos entrar a por el gallo.[4]
- Alguaciles y Mozo mayor: se encargan de hacer respetar las normas, guardar las filas, etc. Los Alguaciles, vestidos con antiguas chaquetillas y fajas llevan también alforjas, con ceniza ú otro elemento disuasorio y arrojadizo en su interior que derraman a los pies de la gente si esta no deja espacio suficiente para que salgan los mozos a pelar el gallo, también se acompañan de largas varas con las que marcan el límite para que los visitantes no interrumpan el desarrollo de la fiesta. El Mozo Mayor va vestido con Capa castellana y da las normas para que todo funcione correctamente.[4]

## Museo del Carnaval y el Gallo

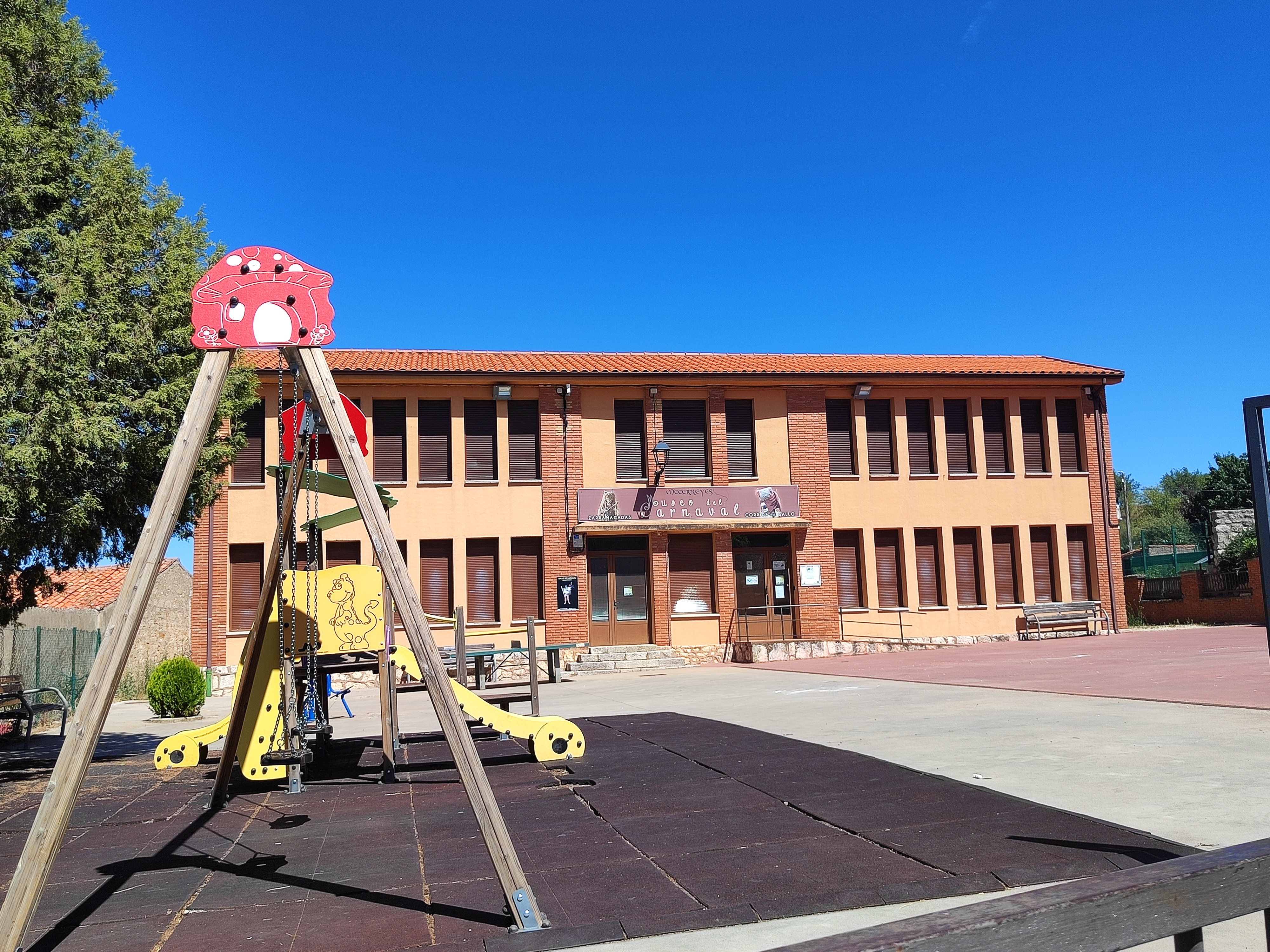
Museo del Carnaval

El Museo Vivo del Carnaval y del Gallo de Mecerreyes, que se puso en marcha en 2019, mantiene el legado cultural para generaciones venideras.Recoge una veintena de disfraces que se ponen quienes participan en las zarramacadas. Unos disfraces peculiares, totalmente elaborados como los antiguos con telas de saco, plumas, retales o cuerdas. Además, en el museo se puede observar una recreación de la corrida del gallo gracias a una gran fotografía y unos maniquíes que simulan al niño, al zarramaco y a los danzantes. Por último, se completa la exposición con paneles y fotografías del carnaval.

## Costumbres
Después de subastar el gallo se da a tos los presentes naranja con azúcar, guirlache y orejas de haba.

## Premios y reconocimientos
- 1997 El cupón del 29 de mayo de la ONCE, de la serie Fiestas Populares, se dedicó a Las Coplas del Gallo Mecerreyes (Burgos).[10][11]
- 2012 El proyecto Wilder Mann, (El hombre salvaje, en alemán) de Charles Fréger que combina el fotoperiodismo con el estudio antropológico de la figura mitológica del hombre salvaje,[12] popularizó el Carnaval de Mecerreyes,[13]atrayendo a personas investigadoras,[14][15]fotógrafas y turistas de todo el mundo.[16][17]
- 2024 Representaron a la provincia de Burgos en el IV Encuentro Internacional de ‘Rituais Ancestrais’, el mayor encuentro mundial de mascaradas, caretos y gaiteiros de la península ibérica.[18]